# Tuíre com facão no rosto de diretor da Eletronorte

Tuíre com facão no rosto de diretor da Eletronorte é uma fotografia tirada por Protásio Nenê em 1989 na qual a indígena Tuíre Kayapó, então com 19 anos, aparece com um facão no rosto de um diretor da Eletronorte durante uma audiência realizada em Altamira, no sul do Pará. A foto se tornou célebre e circulou por todo o mundo, marcando a história do ativismo indígena no Brasil. A foto é considerada ainda uma imagem poderosa e simbólica na luta pelos direitos ambientais e dos povos indígenas. Com sua repercussão mundial, a fotografia contribuiu à época para a interrupção do projeto.

## Contexto
Na foto, Tuíre Caiapó aparece com um facão no rosto do então diretor da Eletronorte, José Antônio Muniz Lopes durante o Encontro das Nações Indígenas do Xingu, no ano de 1989. O encontro buscava discutir a construção de um complexo de hidrelétricas no rio Xingu, então batizado de Kararaô.

## Outras versões
Além do registro feito por Protásio Nenê, há ainda o registro do mesmo momento feito por Paulo Jares.

Protássio Nêne/Estadão Conteúdo
Paulo Jares/A Província do Pará/VEJA